# Животные Фартинского Леса
«Животные Фартинского леса» (англ. «The Animals of Farthing Wood») — серия книг про группу лесных зверей. Первой стала одноимённая книга 1979 года, которую написал Колин Данн. Позже Колин Данн написал шесть сиквелов и приквел. В девяностых годах Европейский вещательный союз стал снимать мультсериал по мотивам серии книг. 

По сюжету группа лесных зверей, живущих в Фартинском лесу, вынуждены спасаться бегством — их лес начали вырубать люди. Они узнали о Парке Белого Оленя, где они в теории могут быть в безопасности. Звери заключают клятву — не обижать и не есть друг друга и отправляются в далёкое опасное путешествие.

## История публикаций
Первая книга — Животные Фартинского леса — была опубликована издательством John Goodchild Publishers в первой половине 1979 года в виде двух книг в мягком переплёте. Первая называлась Побег от опасности, а вторая — Путь к Белому Оленю. Позже книга была выпущена в виде цельной новеллы. 

Изначально это должно было стать одной-единственной книгой, и сюжет должен был закончиться когда звери достигнут Парка Белого Оленя. Но успех книги породил шесть сиквелов о непростой жизни животных в Парке Белого Оленя, а также приквел о том, как Фартинский Лес был уничтожен. Иллюстрации и оформление обложек делал художник Фрэнсис Брумфилд.

Данн в интервью в программе «Зелёное действие» сказал, что версия повести в двух книгах была опубликована специально для детских книжных клубов. 

В 1981 году был опубликован сиквел В плену зимы, а в следующем году — Лисья вражда. В следующем году была опубликована повесть Лисёнок Болд. Все три книги вошли в антологию 1994 года выпуска. В 1985 году был опубликован сиквел Осада Парка Белого Оленя, в 1989 году — На пути бури, а в 1992 году — Битва за парк. Эти три книги вошли во вторую антологию, выпущенную в 1995 году издательством Hutchinson. 

В 1994 году была опубликована последняя книга — Фартинский лес: приключение начинается. Это — приквел, а не сиквел, повествующий о событиях, предшествующих тому, что было в первой книге.

## Список книг в серии
- Животные Фартинского леса (1979)
- В плену зимы (1981)
- Лисья вражда (1982)
- Лисёнок Болд (1983)
- Осада Парка Белого Оленя (1985)
- На пути бури (1989)
- Битва за парк (1992)
- Фартинский лес — приключение начинается (1994)

## Мультсериал
В 1993 году Европейский вещательный союз решил экранизировать эту серию книг. Получился мультсериал о тридцати девяти сериях и трех сезонах. Производством мультсериала занималась британская студия Telemagination в сотрудничестве с французской студией La Fabrique.